# Titularbistum Palaeopolis in Asia
Palaeopolis in Asia (ital.: Paleopoli di Asia) ist ein  Titularbistum der römisch-katholischen Kirche. Es geht zurück auf ein untergegangenes Bistum der antiken Stadt Palaiopolis in der römischen Provinz Asia in der westlichen Türkei, das der Kirchenprovinz Ephesos angehörte.
| Titularbischöfe von Palaeopolis in Asia |                                    |                                                                             |                   |                    |
| Nr.                                     | Name                               | Amt                                                                         | von               | bis                |
| 1                                       | Teodor Machciński                  |                                                                             | 8. Februar 1730   |                    |
| 2                                       | Giovanni Pietro Martino Pellegrini |                                                                             | 3. April 1786     | 19. Juni 1807      |
| 3                                       | Simeone Volonteri PIME             | Apostolischer Vikar von Henan (China)                                       | 22. Juli 1873     | 21. Dezember 1904  |
| 4                                       | Antal Fetser                       | Weihbischof in Oradea Mare (Österreich-Ungarn)                              | 8. März 1906      | 22. Januar 1915    |
| 5                                       | Carlo Sica                         | Altbischof von Foligno (Italien)                                            | 20. Dezember 1917 | 21. November 1921  |
| 6                                       | Ernesto Coppo SDB                  | Apostolischer Vikar von Kimberley in Western Australia (Australischer Bund) | 1. Dezember 1922  | 28. Dezember 1948  |
| 7                                       | Souleyman Sayegh                   | Weihbischof in Mossul (Irak)                                                | 27. November 1953 | 18. September 1961 |
| 8                                       | Karim Geries Mourad Delly          | Weihbischof in Babylon (Irak)                                               | 7. Dezember 1962  | 6. Mai 1967        |